# Gérard Hausser
Pour les articles homonymes, voir Hausser.
Gérard Hausser, né le 28 octobre 1941 à Strasbourg, est un footballeur international français.
Au poste d'ailier gauche, il marque 88 buts en 336 matchs en Championnat de France, entre 1959 et 1974, pour le RC Strasbourg et le FC Metz. Il remporte la Coupe de France avec Strasbourg en 1966, et compte 14 sélections en équipe de France, dont il marque le premier des deux buts lors de la Coupe du monde 1966.

## Carrière

### Joueur
Gérard Hausser naît et grandit à Strasbourg. Il débute au RC Strasbourg à 8 ans et y réalise toute sa formation de footballeur, comme milieu de terrain. Alors que l'équipe réserve manque d'ailier gauche, il débute à ce poste à 17 ans. Il signe un contrat stagiaire et fait ses débuts en équipe première le 10 avril 1960 contre le FC Sochaux. Le club est relégué de première division en fin de saison et, en difficulté financière, choisit de faire confiance à ses jeunes, parmi lesquels Hausser et Gilbert Gress. Auteur d'une première saison réussie (33 matchs et 6 buts), il contribue activement au retour immédiat du Racing en Division 1, puis à son maintien les saisons suivantes. Il remporte en janvier 1964 la première édition de la Coupe de la Ligue.
Avec l'arrivée comme entraîneur de Paul Frantz à l’été 1964, les Strasbourgeois terminent 5es du championnat en 1965 et atteignent les quarts de finale de la Coupe des villes de foires, en battant au passage l'AC Milan et le FC Barcelone. Hausser marque 12 buts en championnat et 4 en coupe d'Europe, et honore sa première sélection en équipe de France en mars 1965. Lors des deux saisons suivantes, il inscrit encore 14 et 11 buts et offre plusieurs passes décisives sous le maillot strasbourgeois. En 1966, il remporte avec ses coéquipiers Schuth, Hauss, Kaelbel, Gress et Merschel la Coupe de France face au FC Nantes, champion de France. La saison suivante est moins réussie mais il marque deux fois en Coupe d'Europe des vainqueurs de coupe contre le Steaua Bucarest puis le Slavia Prague.
En 1967, il signe au Karlsruher SC en Allemagne, où officie Paul Frantz depuis un an. Frantz est cependant remercié après dix matchs, et le club allemand connaît une saison très difficile. Hausser, blessé pendant la saison, ne marque qu'un seul but en 28 apparitions. Il fait son retour en France l'été suivant, au FC Metz. Pour sa première à Metz, il marque 12 buts en 36 matchs et contribue largement à la 3e place des Grenats. Il reste un titulaire régulier les deux saisons suivantes, achevées chaque fois au 8e rang. En 1968 et 1969, les Messins disputent la Coupe des villes de foires mais sont les deux fois éliminés au premier tour, par les Allemands du Hambourg SV puis les Italiens du SSC Naples.
En 1971, Hausser fait son retour à Strasbourg, dont Paul Frantz est devenu le directeur sportif. Le Racing, devenu « Racing Pierrots Strasbourg-Meinau » (RPSM) après sa fusion avec les Pierrots de Strasbourg, vient d’être relégué en D2. Promu capitaine, il ramène son club formateur en première division, en terminant à la première place de son groupe, puis contribue à son maintien les deux saisons suivantes. Mais le climat interne est pesant, notamment en 1973-1974 après l'arrivée comme entraîneur de Robert Domergue, que Hausser connaît de son passage en équipe de France et avec lequel il entre en conflit.
Il décide alors de mettre un terme à sa carrière professionnelle et d'accepter un poste chez Adidas-Le Coq Sportif, tandis qu'il rejoint les rangs amateurs de l'AS Vauban, créé en 1971 par d'anciens membres des Pierrots en réaction à la fusion avec le RC Strasbourg, et où évolue déjà son frère aîné Hubert Hausser. Il participe à la remontée express du nouveau club dans la hiérarchie du football français, qui est promu à chaque fin de saison jusqu'à retrouver la Division 3 en 1977 (année où le Racing abandonne la mention « Pierrots », qui est repris par l'AS Vauban). Le club remporte le titre de champion de France de D3 en 1981 et 1982, tout en refusant la montée possible en D2. Hausser met finalement un terme à sa carrière de joueur en 1982, à 40 ans.

### Équipe de France
Hausser compte 14 sélections en équipe de France entre mars 1965 et novembre 1966. Il marque pour sa première sélection contre l'Autriche (1-2). Il dispute ensuite notamment les deux matchs décisifs pour la qualification à la Coupe du monde 1966 remportés sur la Norvège et la Yougoslavie, puis les trois matchs des Bleus lors du tournoi final en Angleterre.
Lors du premier match de la France, face au Mexique, il inscrit le but égalisateur sur un ballon de récupération, évitant une défaite embarrassante aux Bleus. Ce sera toutefois l'unique point inscrit par la France dans cette compétition.

### Reconversion
De 1981 à 1983, il est directeur sportif à l'AS Pierrots Vauban Strasbourg.

## Statistiques
| Saison    | Club                 | Championnat    | Championnat | Championnat | Championnat | Coupes nat. | Coupes nat. | Coupes d'Europe | Coupes d'Europe | Coupes d'Europe |
| Saison    | Club                 | Compét.        | M.          | B.          | P.          | M.          | B.          | Compét.         | M.              | B.              |
| --------- | -------------------- | -------------- | ----------- | ----------- | ----------- | ----------- | ----------- | --------------- | --------------- | --------------- |
| 1959-1960 | RC Strasbourg        | Division 1     | 3           | 0           | 0           |             |             |                 |                 |                 |
| 1960-1961 | RC Strasbourg        | Division 2     | 33          | 6           | 4           | 7           | 2           |                 |                 |                 |
| 1961-1962 | RC Strasbourg        | Division 1     | 16          | 2           | 1           | 1           | 0           |                 |                 |                 |
| 1962-1963 | RC Strasbourg        | Division 1     | 31          | 11          | 1           | 3           | 0           |                 |                 |                 |
| 1963-1964 | RC Strasbourg        | Division 1     | 20          | 5           | 2           | 3           | 3           |                 |                 |                 |
| 1964-1965 | RC Strasbourg        | Division 1     | 33          | 12          | 5           | 4           | 0           | CVF             | 9               | 4               |
| 1965-1966 | RC Strasbourg        | Division 1     | 33          | 14          | 5           | 6           | 1           | CVF             | 3               | 0               |
| 1966-1967 | RC Strasbourg        | Division 1     | 35          | 11          | 7           | 3           | 1           | C2              | 3               | 2               |
| 1967-1968 | Karlsruher SC        | 1. Bundesliga  | 28          | 1           |             | 1           | 0           |                 |                 |                 |
| 1968-1969 | FC Metz              | Division 1     | 31          | 10          |             | 4           | 1           | CVF             | 1               | 1               |
| 1969-1970 | FC Metz              | Division 1     | 31          | 5           |             | 8           | 5           | CVF             | 2               | 1               |
| 1970-1971 | FC Metz              | Division 1     | 34          | 6           |             | 2           | 1           |                 |                 |                 |
| 1971-1972 | RP Strasbourg-Meinau | Division 2 (C) | 20          | 5           | 6           | 3           | 1           |                 |                 |                 |
| 1972-1973 | RP Strasbourg-Meinau | Division 1     | 36          | 5           | 2           | 1           | 0           |                 |                 |                 |
| 1973-1974 | RP Strasbourg-Meinau | Division 1     | 26          | 6           | 2           | 5           | 0           |                 |                 |                 |
| 1974-1975 | AS Vauban Strasbourg | Dép.           |             |             |             | 1+          | 0+          |                 |                 |                 |
| 1975-1976 | AS Vauban Strasbourg | PH             |             |             |             | 3+          | 1+          |                 |                 |                 |
| 1976-1977 | AS Vauban Strasbourg | DH             |             |             |             | 4+          | 1+          |                 |                 |                 |
| 1977-1978 | AS Pierrots Vauban   | Division 3     | 23          | 4           |             | 1+          | 0+          |                 |                 |                 |
| 1978-1979 | AS Pierrots Vauban   | Division 3     | 23          | 6           |             | 1+          | 0+          |                 |                 |                 |
| 1979-1980 | AS Pierrots Vauban   | Division 3     | 24          | 5           |             | 1+          | 0+          |                 |                 |                 |
| 1980-1981 | AS Pierrots Vauban   | Division 3     | 17          | 0           |             |             |             |                 |                 |                 |
| 1981-1982 | AS Pierrots Vauban   | Division 3     | 12          | 0           |             |             |             |                 |                 |                 |
| Total     | Total                | Total          | 509         | 114         |             | 62+         | 17+         |                 | 18              | 8               |

## Palmarès
- Vainqueur de la Coupe de France en 1966 avec le Racing Club de Strasbourg
- Vainqueur de la Coupe de la Ligue française en 1964 avec le Racing Club de Strasbourg
- Finaliste de la Coupe Charles Drago en 1961 avec le Racing Club de Strasbourg
- Champion de France de troisième division en 1981 et 1982 avec l'AS Pierrots Vauban Strasbourg
- 14 sélections, 2 buts avec l'Équipe de France entre 1965 et 1966[7]